# Apeadeiro de Bom Sucesso
O Apeadeiro de Bom Sucesso, originalmente denominado de Bom Successo, foi uma interface ferroviária da Linha de Cascais, que servia a zona do Bom Sucesso, na cidade de Lisboa, em Portugal.

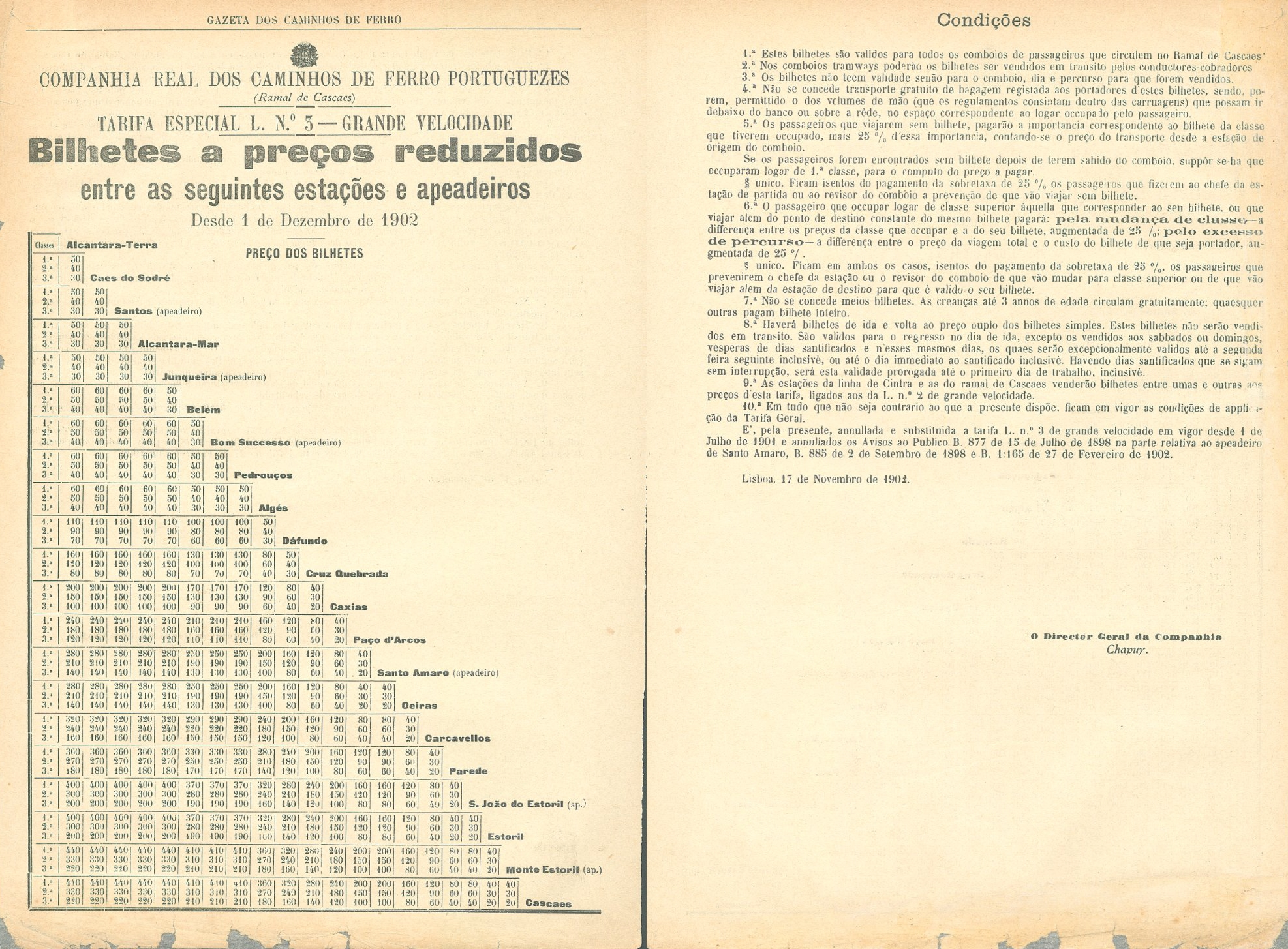
Anúncio de 1902 da Companhia Real, onde esta estação surge com o nome original, Bom Successo.

## História
Este apeadeiro encontrava-se no troço entre Pedrouços e Alcântara-Mar da Linha de Cascais, que foi inaugurado em 6 de Dezembro de 1890, pela Companhia Real dos Caminhos de Ferro Portugueses.
Em Outubro de 1913, possuía a categoria de apeadeiro, e era servido pelos comboios tramway da Linha de Cascais.
Em 1939, existia um projecto do Ministério das Obras Públicas para alterar o traçado da Linha de Cascais entre a Cruz Quebrada e Alcântara, no âmbito da construção da estrada marginal de Lisboa a Cascais e da Estação Marítima de Alcântara, e da organização da Exposição do Mundo Português. Em 15 de Dezembro desse ano, foram concluídas as obras no novo troço entre Belém e o Bom Sucesso, mas foi só em que 18 de Junho de 1940 foi inaugurado o novo lanço entre o Dafundo e o Bom Sucesso.